# نيت بويدن
نيت بويدن (بالإنجليزية: Nate Boyden)‏ هو لاعب كرة قدم أمريكي، ولد في 27 نوفمبر 1982 في ووودلاند في الولايات المتحدة. لعب مع Seattle Sounders (1994–2008) ‏.